# Inname van Santarém (1111)
In 1111 lanceerden de Berberse Almoraviden een militaire campagne tegen het graafschap Portugal om de gebieden van West-Iberië te veroveren die al in 1094 in handen waren van de Almoraviden.

## Achtergrond
Na de Slag bij Sagrajas in 1093 begonnen de Almoraviden de Taifa’s in Andalusië af te zetten. Doordat de taifa Badajoz een dubbelzinnige positie had behouden tussen koning Alfons VI en de Almoraviden (die op het punt stonden hen omver te werpen) sloot hij zich uiteindelijk aan bij Alfonso VI, en in ruil voor de bescherming van de koning gaf hij hem de steden Sintra, Lissabon en Santarém, maar dit redde de heerser van Badajoz niet. In 1094 veroverden de Almoraviden Badajoz en executeerden zowel hem als zijn zoon, en heroverden Lissabon en Sintra.

## Inname
In 1111 marcheerden de Almoraviden, onder leiding van generaal Syr ibn Abi Bakr, de gouverneur van Sevilla, richting Portugal onder graaf Hendrik van Bourgondië, graaf van Portugal, wiens hoofdstad Coimbra was. Syr ibn Abi Bakr marcheerde vervolgens naar Evora en veroverde het, en marcheerde nadien naar Lissabon en Sintra om het in te nemen. Syr ibn Abi Bakr ging vervolgens naar Santarém en belegerden de zwaar versterkte stad. Na herhaalde pogingen om de muren te veroveren, bestormden de Almoraviden ze met succes in een wanhopige aanval, waarbij veel van het garnizoen omkwamen; de rest gaf zich over en werd gevangengenomen op 25 of 26 mei in het jaar 1111. 
Na de verovering vielen de Almoraviden binnen tot aan Coimbra. De troepen van graaf Henry waren niet in staat de aanvallende Almoraviden terug te dringen.